# پیوند یوتکتیکی

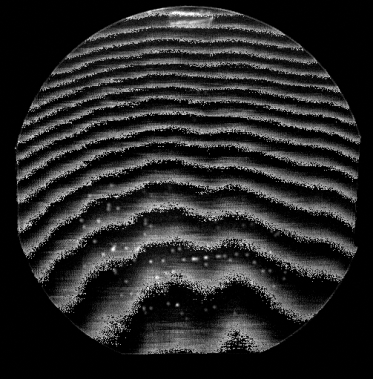
تصویر اولتراسونیک ویفر دارای پیوند یوتکتیکی Au-Si

پیوند یوتکتیکی، که همچنین به‌عنوان جوش یوتکتیکی شناخته می‌شود، بیانگر یک روش پیوند ویفری به‌همراه یک لایهٔ فلزی میانی است که منجر به تولید یک سیستم یوتکتیکی می‌شود. این فلزات یوتکتیکی آلیاژ‌هایی هستند که در یک ترکیب و دمای مخصوص، بدون برهم زدنِ تعادل دو فازی ــ یعنی حالت توأمانِ مایع و جامد ــ مستقیماً از حالت جامد به مایع یا بالعکس از حالت مایع به جامد تبدیل می‌شوند. این واقعیت که درجه حرارت یوتکتیکی می‌تواند بسیار پایین‌تر از دمای ذوب دو یا چند عنصر خالص باشد، در پیوند یوتکتیکی حائز اهمیت است.
آلیاژهای یوتکتیک ازطریق روش‌های کندوپاش، تبخیر منبع دوجانبه یا آبکاری الکتریکی به‌صورت رسوب، ته‌نشین شده و ایجاد می‌گردند. همچنین، این آلیاژها می‌توانند به‌کمک واکنش‌های انتشاری موادِ خالص و سپس ذوب شدن ترکیب یوتکتیک (یوتکتیکی) تشکیل شوند.
پیوند یوتکتیک می‌تواند بسته‌ها و اتصال داخلی الکتریکی مهر و موم شده را، طی یک پروسهٔ واحد تولید کند (مقایسهٔ تصاویر اولتراسونیک). به‌علاوه، این روش از ویژگی‌های: دمای پردازش پایین، برآیند تنش پایین القاشده در مونتاژ نهایی، استحکام بالای پیوند، بازده فراوان تولیدی و ایمنی بالا برخوردار است. این خواص وابسته به ضریب انبساط حرارتی بین بسترها می‌باشد.

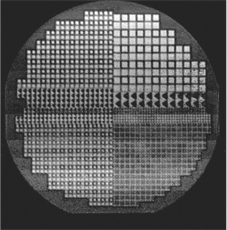
تصویر اولتراسونیک ویفر دارای پیوند یوتکتیکی Au-Si طرحدار

مهمترین پارامترهای پیوند یوتکتیک عبارتند از:
1. دمای پیوند
2. طول پیوند
3. فشار ابزار

## بررسی اجمالی
پیوند یوتکتیک بر پایهٔ توانایی سیلیسیم (Si) به آلیاژ شدن با فلزات متعدّد و تشکیل یک سیستم یوتکتیک است. بیشترین ساختارهای یوتکتیکی موجود، مربوط به سیلیسیم (Si) با طلا (Au) یا آلومینیوم (Al) است. این روش پیوندی عموماً، بیشترین کارایی را برای ویفرهای سیلیسیمی (Si) یا شیشه‌ای دارد که با یک فیلم AL/Au و تا اندازه‌ای با یک لایهٔ چسبنده پوشش داده می‌شوند. (مقایسه با تصویر زیر)

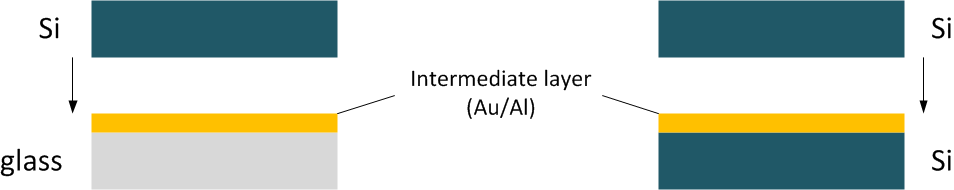
ایجاد پیوند بین ویفر Si با شیشه یا ویفر سیلیسیمی پوششش داده شده با لایه Au یا Al

جفت سیلیسیم ــ طلا (Si-Au) دارای مزایای: دمای یوتکتیک بسیار پایین، استفادهٔ گسترده مستمر در پیوند تراشه (نصب مهره) و سازگاری با اتصالات داخلی آلومینیومی می‌باشد. علاوه بر این، اغلب آلیاژهای یوتکتیک مورد استفاده برای پیوند ویفری در نیمه‌رسانا در جدول زیر نشان داده شده‌اند. انتخاب آلیاژ صحیح، به‌کمکِ دمای فرایند و سازگاری مواد مورد استفاده، تعیین می‌گردد.
| دمای یوتکتیکی (°C) | ترکیب یوتکتیکی  | آلیاژ یوتکتیک |
| ------------------ | --------------- | ------------- |
| ۱۵۶                | 0.6/99.4 wt-%   | Au-ln         |
| ۲۳۱                | 5/95 wt-%       | Cu-Sn         |
| ۲۸۰                | 80/20 wt-%      | Au-Sn         |
| ۳۶۱                | 72/28 wt%       | Au-Ge         |
| ۳۷۰                | 97.15/2.85 wt-% | Au-Si         |
| ۴۱۹                | 49/51 wt%       | Al-Ge         |
| ۵۸۰                | 87.5/12.5 wt%   | Al-Si         |

به‌علاوه، پیوند یوتکتیکی محدودیت‌های کمتری در ارتباط با زبری و مسطح بودن بستر نسبت به پیوند مستقیم دارد. در مقایسه با پیوند آندی، ولتاژهای بالایی که ممکن است به سیستم‌های میکروالکترومکانیکی (MEMS) الکترواستاتیک آسیب برساند، مورد نیاز نیست. افزون بر این، پروسهٔ پیوند یوتکتیک، گاززدایی و درزبندی بهتری را نسبت به پیوند با لایه‌های میانی آلی ایجاد می‌کند. در قیاس با پیوند فریت شیشه‌ای، این مزیت که کاهش اندازه حلقهٔ مهر و موم، افزایش سطوح درزگیری و کوچک شدن سایز دستگاه امکانپذیر است. اندازه مهر و موم‌های یوتکتیک توسط ضخامتی بین ۵–۱میکرومتر و بزرگی بیشتر از ۵۰ میکرومتر مشخّص می‌شود. مزیّت استفاده از آلیاژ یوتکتیک، فراهم آوردن انتقال الکتریکی و ارتباط با لایه‌های توزیع مجدّد است. دمای پروسهٔ پیوند یوتکتیک به مواد مورد استفاده بستگی دارد. پیوند در درصد وزنی و دمای خاصی رخ می‌دهد؛ برای مثال، دمای ۳۷۰ سانتیگراد در درصد وزنی ۸۵/۲٪ سیلیسیوم برای لایهٔ میانی آلومینیومی. (با دیاگرام فازی مقایسه شود)

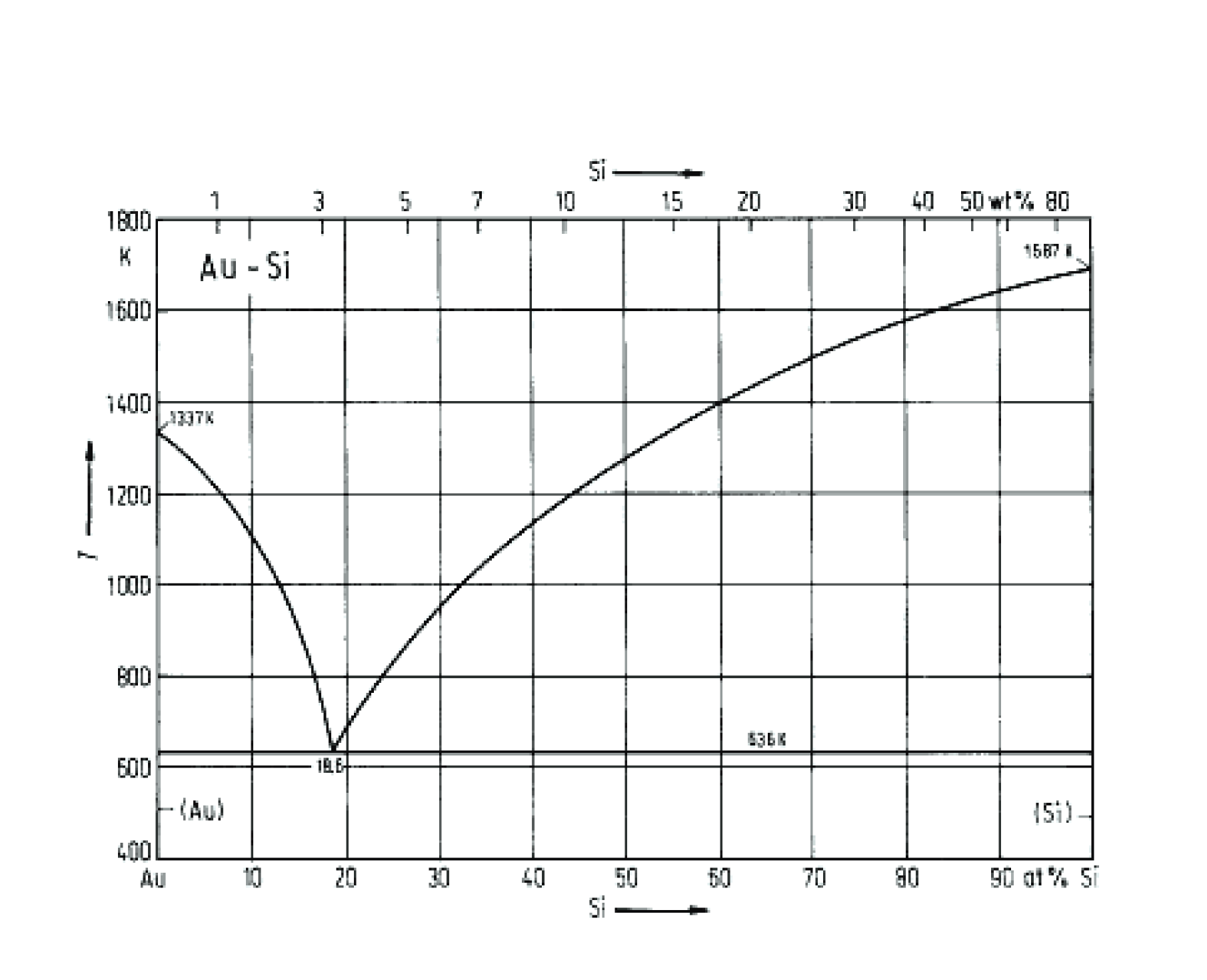
دیاگرام فازی Si-Au

پروسهٔ پیوند یوتکتیک شامل مراحل زیر است:
1. پردازش بستر
2. آماده‌سازی قبل از پیوند (به‌عنوان مثال، حذف اکسید)
3. فرایند پیوند (دما، فشار مکانیکی برای چند دقیقه)
4. پروسهٔ خنک‌کردن

## روند مراحل

### پیش‌فرایند
آماده‌سازی سطح مهم‌ترین گام برای پیاده‌سازی موفقیت‌آمیز پیوند یوتکتیک است. این روش پیوند به‌علت حضور اکسید روی بسترهای سیلیسیمی و بر پایهٔ ترشوندگی ضعیف طلا روی لایهٔ اکسیدی بسیار محدود است. این امر منجر به چسبندگی ضعیف پیوند یوتکتیک می‌گردد. اکسید روی سطح سیلیسیم به‌عنوان مانع انتشار عمل می‌کند. هدف اصلی آماده‌سازی سطح، تسهیل کردن نفوذ فلز یوتکتیکی به‌کمکِ حذف اکسید یا رسوب لایهٔ چسبنده است. می‌توان برای حذف لایه‌های اکسید محلی موجود، از اچینگ شیمیایی تر (اسیدشویی HF)، اچینگ شیمیایی خشک یا انباشت به روش تبخیر شیمیایی (CVD) با انواع مختلفی از بلورها استفاده کرد. همچنین برخی از کاربردها نیازمند یک پیش‌پردازش سطحی با استفاده از فرایندهای حذف اکسید خشک مانند پلاسما هیدروژن (H2) و پلاسما (CF4)  هستند. یک روش اضافی برای حذف فیلم‌های سطحی ناخواسته (اکسید) به‌کارگیری اولتراسوند در طول پروسه اتصال است. به‌محض پایین آوردن تجهیزات، ارتعاش نسبی بین ویفر و بستر اعمال می‌شود. معمولاً اتّصال‌دهنده‌های صنعتی از اولتراسونیک با فرکانس ارتعاش ۶۰ هرتز و دامنهٔ ارتعاش ۱۰۰ میکرومتر استفاده می‌کنند. حذف موفّقیّت‌آمیز اکسید، یک اتصال جامد و محکم غیرقابل نفوذ را نتیجه می‌دهد.

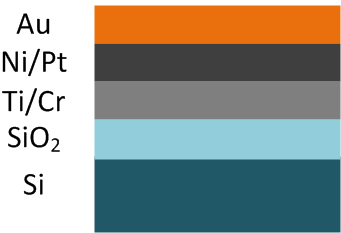
شماتیکی از ترکیب ویفری معمول، شامل یک لایه اختیاری Ni/Pt

روش دوّم برای اطمینان از این‌که فلز یوتکتیکی بر ویفر سیلیسیمی چسبیده‌است، استفاده از یک لایهٔ چسبنده است. این لایهٔ فلزی میانی نازک، به‌خوبی به اکسید و فلز یوتکتیکی می‌چسبد. فلزات مناسب برای ترکیب سیلیسیم - طلا (Au-Si) عبارتند از: تیتانیوم (Ti) و کروم (Cr) که به‌عنوان مثال ترکیبات Si-SiO2-Ti-Au یا Si-SiO2-Cr-Au را نتیجه می‌دهد. لایهٔ چسب برای تخریب اکسید به‌کمک انتشار سیلیسیم درون مواد مورد استفاده به کار برده می‌شود. یک ویفر معمولی از یک ویفر سیلیسیمی همراه با اکسید، لایهٔ Ti یا Cr با ضخامت ۲۰۰–۳۰ نانومتر و لایه Au با ضخامت بیش از ۵۰۰ نانومتر تشکیل شده‌است. در تولید ویفر نیکل (Ni) یا پلاتین (Pt)، لایه‌ای بین طلا و بستر ویفری، به‌عنوان مانع انتشار، اضافه می‌شود. مانع انتشار از تعامل بین Au و Ti / Cr جلوگیری می‌کند و به دماهای بالاتری برای ایجاد یک پیوند قابل‌اعتماد و یکنواخت نیاز دارد. علاوه بر این، حلالیت بسیار کمی از سیلیسیم در تیتانیوم و کروم می‌تواند از ایجاد ترکیب یوتکتیک Au-Si، بر پایهٔ انتشار سیلیسیم از طریق تیتانیوم درون طلا، جلوگیری کند. مواد یوتکتیک و لایه‌های چسبندهٔ اختیاری، معمولاً ازطریق رسوب‌کردن به‌عنوان آلیاژی در یک لایه به کمک آبکاری الکتریکی دو جزئی، تبخیر منبع دوجانبه (رسوب دهی فیزیکی بخار) یا کندوپاش آلیاژ کامپوزیتی به‌دست می‌آیند. حذف آلودگی، در بیشترین لایهٔ طلای ایجادشده برای سیلیسیم، معمولاً با استفاده از فشار آب و گرم کردن ویفر انجام می‌شود.

### فرایند پیوند
بسترها مستقیماً پس از پیش‌فرایند سطوح، جهت جلوگیری از بازسازی اکسید، مماس می‌گردند. عموماً، فرایند پیوند برای فلزات اکسیدشونده (نه طلا) در یک اتمسفر کاهش‌یافته از ۴٪ هیدروژن و یک جریان گازی خنثی، برای مثال نیتروژن، صورت می‌پذیرد. درواقع، الزامات تجهیزات پیوند، حرارت و فشار یکنواخت در میان ویفر است. این امر به‌طور یکنواخت، توانایی خطوط مهر و موم شدهٔ فشرده را موجب می‌گردد.
بستر، هم‌تراز شده و در یک فاز حرارتی و روی ویفر سیلیسیمی در یک ابزار حرارتی تنظیم می‌شود. بسترهای واردشده در محفظهٔ اتصال با حفظ هم‌ترازی تماس پیدا می‌کنند. به محض این‌که لایه‌ها در تماس اتمی باشند، واکنش بین آن‌ها آغاز می‌شود. به منظور حفاظت از واکنش، فشار مکانیکی اعمال می‌شود و حرارت دادن در بالاتر از دمای یوتکتیکی انجام می‌شود. با افزایش دمای پیوند، میزان انتشار و حلالیت طلا در بستر سیلیسیمی افزایش می‌یابد. معمولاً، دمایی بالاتر از دمای یوتکتیک برای فرایند پیوند ترجیح داده می‌شود. این امر ممکن است منجر به تشکیل لایهٔ آلیاژی Au-Si ضخیم‌تر و همچنین پیوند یوتکتیک قوی‌تر شود. به مجرّد این‌که لایه‌ها در تماس اتمی در دماهای بالا باشند، انتشار شروع می‌شود. لایهٔ سطحی تماسی حاوی گداز کامپوزیت‌های یوتکتیکی، متشکّل از آلیاژ فاز مایع، سرعت‌بخشی به فرایندهای آمیختگی بعدی و انتشار است، تا زمانی که ترکیب به اشباع برسد. سایر آلیاژهای پیوند یوتکتیکی معمول، عموماً برای پیوند ویفری شامل Au-Sn, Al-Ge, Au-Ge, Au-In و Cu-Sn استفاده می‌شوند. دمای پیوند انتخاب‌شده معمولاً در مقیاس‌های بالاتر از دمای یوتکتیک است؛ به‌طوری‌که گداز کمتر چسبناک می‌شود و به‌علّت زبری بیشتر، به قسمت‌های سطوحی که در تماس اتمی نیستند، به‌راحتی جریان می‌یابد. جهت جلوگیری از فشرده شدن مذاب خارج از خط اتصال پیوند، بهینه‌سازی کنترل پارامتر پیوند (به عنوان مثال، نیروی کم بر روی ویفرها) ضروری است. در غیر این صورت، ممکن است منجر به اتصال کوتاه یا ناکارایی دستگاه قطعات مورد استفاده (الکتریکی و مکانیکی) شود. گرمایش ویفرها باعث تغییر در بافت سطحی، به‌سبب تشکیل میکروساختارهای ریز سیلیسیمی در بالای سطح طلا، می‌گردد.

### فرایند خنک‌کننده

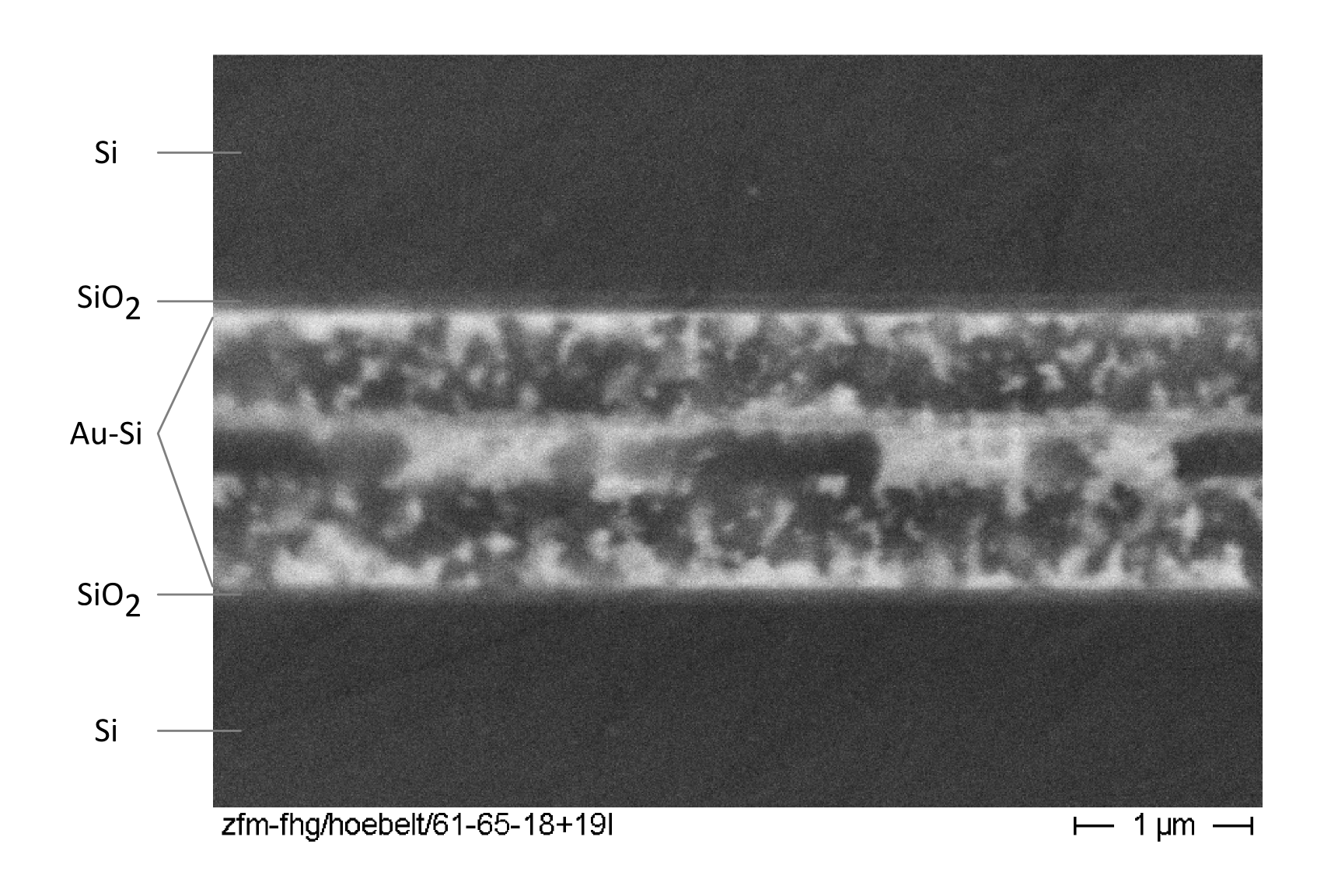
تصویر مقطعی SEM از خط اتصال پیوند بین Si و Au با درصد اتمی ۸۰٫۳ سیلیسیم

ترکیب مواد، زمانی که درجه حرارت به زیر نقطه یوتکتیک کاهش می‌یابد یا نسبت غلظت تغییر می‌کند، جامد و محکم می‌شود. (برای سیلیسیم-طلا: T<370 سانتیگراد) انجماد منجر به رشد اپیتاکسیالی سیلیسیم و طلا در بالای بستر سیلیسیمی می‌شود که در نتیجه، جزیرهٔ سیلیکونی کوچک بسیاری از آلیاژ طلای پلی‌کریستالی ظاهر می‌شود (در مقایسه با تصویر مقطعی از خط اتصال پیوند). این موضوع می‌تواند باعث استحکام پیوند در حدود ۷۰ مگاپاسکال شود. پارامترهای فرایند مناسب، یعنی کنترل دمای کافی اتصال، اهمیّت بسیار دارد. در غیر این صورت، ترک‌های پیوند به‌علّت تنش ناشی از عدم سازگاری ضریب انبساط حرارتی ایجاد می‌شوند. این تنش می‌تواند در طول زمان کم شود.

## مثال‌ها
با توجه به استحکام بالای پیوند، این روش به‌ویژه برای سنسورهای فشاری یا مایعات کاربرد دارد. همچنین سنسورها و فعّال‌کننده‌های میکرومکانیکی هوشمند با عملکرد الکترونیکی و/ یا میکرومکانیکی، با چندین ویفر مختلف، می‌توانند ساخته شوند.

## مشخصات فنی
| بستر: - Si-Si - سیلیسیم- شیشه با لایه چسبنده - لایه میانی: - Au - Ag | مواد                |
| - Au: °C 375 - Al: °C 570 | دما                 |
| --- | ------------------- |
| - برآیند تنش پایین القاشده در مونتاژ نهایی - ایمنی بالا - بازده فراوان تولیدی - وابستگی کم به توپوگرافی و زبری سطح - تکنولوژی پردازش آسان - استحکام بالای پیوند - اندازه نسبتاً کوچک حلقه مهر و موم - امکانپذیر بودن سایز کم دستگاه | مزایا               |
| - تفاوت در CTE لایه میانی و ماده ویفری - محدودیت اتصالات گسترده ناشی از تنش مکانیکی - پروسه‌های تکنولوژیکی بیشتر جهت جلوگیری از اکسیداسیون سطح سیلیسیمی                                                                             | معایب               |
| - آلیاژهای با دمای ذوب پایین - پیوند SLID | پژوهش‌های صورت گرفته |